# Halisaurinae
Halisaurinae es una subfamilia extinta de mosasáuridos, un diverso grupo de reptiles escamosos del Cretácico Superior.
Bardet et al. (2005, p. 464) diagnosticaron a Halisaurinae como "todos los mosasaurios más cercanamente relacionados con Halisaurus que a Moanasaurus. Las características establecidas fueron listadas de esta manera: "contacto sutural vertical entre el premaxilar y el maxilar anterior, oblicuo en el punto medio y horizontal en el posterior; contacto plano obliquo entre el parietal y el supratemporal; borde preaxial estendiéndose por dos tercios de la longitud del radio; tibia y fíbula largas y delgadas con extremidades levemente expandidas. Los rasgos ambiguos incluyen "un borde dorsal medio naciendo en los dos tercios anteriores del frontal; un frontal con una protuberancia ventral; foramen parietal rodeado por una potruberancia ventral; hueso cuadrado con un gran proceso infrastapedial; procesos coalescentes infra y suprastapediales del cuadrado; complejo del zigósfeno y el zigantro ausente; sinapófisis de las vértebras cervicales extendiénose ventralmente a la superficie ventral del centro; espinas hemales fusionadas."
La designación de esta subfamilia siguió a muchas décadas de confusión que rodearon al género tipo, Halisaurus, especialmente a H. sternbergii, una especie de la Formación Mooreville Chalk de Alabama y la Caliza Niobrara de Kansas. Originalmente, la especie había sido referida al mosasaurino Clidastes, y luego a Halisaurus (Russell, 1967; p. 369), el cual era también considera como un miembro de Mosasaurinae por entonces. Investigadores posteriores cuestionaron la posición filogenética y la monofilia de Halisaurus, en parte debido a las fuertes diferencias morfológicas entre H. sternbergii y las demás especies conocidas de ese taxón. Finalmente, Bardet et al. (2004) determinaron que H. sternbergii no era conespecífico con los demás miembros del género y le dieron su propia denominación, Eonatator, así como una nueva subfamilia, consistente en Eonatator y Halisaurus. Los halisaurinos (como son conocidos de manera informal los miembros de esta agrupación) eran mosasáuridos de tamaño pequeño a mediano promediando 4.5 - 6 metros de longitud. De todos los mosasáuridos conocidos, eran los menos adaptados a la vida marina. Se conocen halisaurinos de Norteamérica, Europa, América del Sur y África. Los primeros restos conocidos de halisaurinos aparecen en rocas de edad del Santoniense y la subfamilia persistió hasta finales del Maastrichtiense. La etimología de este grupo deriva del género Halisaurus, que a su vez proviene del griego halis = "mar" y sauros = "lagarto".

## Filogenia y taxonomía
Halisaurus es un taxón importante en los estudios de la filogenia de los mosasáuridos y ha sido repetidamente considerado el grupo hermano de todos los demás mosasáuridos. Un análisis cladístico realizado por Bardet et al. (2005, p. 462-463) apoya este modelo y el clado compuesto de Halisaurus y Eonatator consideraron a los Halisaurinae "el grupo hermano de los mosasáuridos más avanzados."
- Halisaurinae
  - Halisaurus
    - H. platyspondylus
    - H. ortlebi
    - H. arambourgi
    - H. onchognathus (nomen dubium; holotipo destruido durante la Segunda Guerra Mundial)

  - Eonatator
    - E. sternbergii